# Allogastropoda
Ordre
Les Allogastropoda (hétérobranches inférieurs) sont un groupe informel ou un ordre de mollusques gastéropodes du clade plus large des Heterobranchia. Ce sont des limaces de mer plutôt évoluées, mais basal au groupe des hétérobranches.